# Уингфилд, Уолтер
Уолтер Клоптон Уингфилд MVO (англ. Walter Clopton Wingfield; 16 октября 1833, Руабон, Рексем, Уэльс — 18 апреля 1912, Лондон) — британский военнослужащий, известный как изобретатель и популяризатор лаун-тенниса.

## Биография
Уолтер Клоптон Уингфилд родился в приходе Руабон (Уэльс), в доме своего деда — местного викария. Оставшись сиротой в 13 лет, Уолтер оказался на попечении деда и дяди. Брат деда, отставной полковник, способствовал принятию Уолтера в престижный 1-й гвардейский драгунский полк. В составе этого полка Уолтер Уингфилд сначала служил в Индии, где познакомился с будущей женой — Элис Лидией Кливленд, — а затем участвовал в кампании 1860 года в Китае и взятии Пекина.
Уингфилд вернулся в Уэльс в 1861 году, а шесть лет спустя переехал с семьёй в Лондон. После увольнения из гвардейского полка он поступил на службу в добровольческие части континентальной армии — в подразделение Монтгомериширских йоменов. В рядах этой части он дослужился до чина майора, полученного им в 1873 году.
В 1874 году Уингфилд запатентовал игру, напоминавшую старинный теннис, но с несколько иными правилами, а главное — предназначенную не для закрытых площадок и залов, а для травяных лужаек. Перенос игры с твёрдых полов на траву стал возможен благодаря двум обстоятельствам — появлению английского газона с коротко подстриженной травой и вулканизации, которая сделала возможным выпуск резиновых мячей, отскакивающих практически от любой поверхности. Первоначальные правила новой игры, названной Уингфилдом «сферистика» (англ. sphairistike от греч. σφαιριστική, означающего игру в мяч), но вскоре переименованной в лаун-теннис (англ. lawn tennis, букв. теннис для лужаек), были опубликованы в феврале 1874 года. Они были заметно проще правил классического тенниса и содержали ряд отличий от действующих в настоящее время. Так, корт имел форму песочных часов, сужаясь к сетке от десяти ярдов (примерно 9 метров) до семи (6,4 метра), а сама сетка была натянута на высоте пяти футов (1,5 метра). Для подачи предназначалось конкретное место в пределах корта (а не на задней линии, как позже), а для победы в игре необходимо было набрать 15 очков, причём очко могла набирать только подающая сторона, как впоследствии в волейболе.
После вступления патента в силу Уингфилд начал продажу комплектов оборудования и брошюр с правилами сферистики. В первый год было продано более тысячи комплектов. Коробки с оборудованием отправлялись в Канаду, Индию, Китай и Россию, обладателем комплекта стал принц Уэльский, а также многочисленные члены Палаты лордов. Полный комплект стоил пять гиней, отдельные ракетки продавались по 15 шиллингов, мячи — по 5 шиллингов за дюжину, а книга правил стоила 6 пенсов.
Вскоре, однако, успешная коммерция столкнулась с появлением конкурентов, производящих простое оборудование самостоятельно, а затем внимание Уингфилда вынужденно привлекли другие проблемы. Семейная жизнь складывалась для него неудачно: трое его сыновей умерли ещё детьми, а у жены развилась душевная болезнь, первые признаки которой были заметны уже в 1874 году. В результате личных драм он потерял интерес к лаун-теннису и в 1877 году не стал продлевать патент на эту игру.
В 1890-е годы Уингфилд представил на суд публики ещё одно своё изобретение. Им была разработана новая модель велосипеда, которую он назвал «Бабочка». Для популяризации этой модели он организовывал индивидуальные и командные гонки, которые проходили под музыку, и в 1897 году издал книгу, посвящённую искусству велосипедной езды. В эти же годы Уингфилд, в течение десяти лет бывший вице-председателем «Всемирной ассоциации поварского и кулинарного искусства», основал новое кулинарное общество — Le Cordon Rouge. Он скончался в Лондоне в 1912 году; его душевнобольная жена Элис пережила его более чем на 20 лет и умерла в сумасшедшем доме в 1934 году.

## Увековечение памяти и спор о приоритете
В 1976 году президент USTA Стэн Моллесс инициировал основание Исторического общества майора Уингфилда и одноименный клуб. В 1986 году историк Джордж Александер опубликовал его биографию. В домах Уингфилда на Белгрейв-роуд (где он проживал в 1874 году) и на Сент-Джордж-сквер (где он жил в последние годы перед смертью) были установлены мемориальные доски. В честь Уингфилда были выпущены почтовые марки в США (в 1981 году — в год столетия USTA) и в ряде других стран. В 1997 году имя Уолтера Клоптона Уингфилда было включено в списки Международного зала теннисной славы.
Посмертная слава Уингфилда омрачается, однако, тем обстоятельством, что в последнее время приоритет изобретения тенниса оспаривается. Хотя Уингфилд бесспорно был человеком, разработавшим систему правил лаун-тенниса, дошедшую до настоящего времени с относительно небольшими изменениями, он, вероятно, не был первым, кто попытался перенести классический теннис на травяные газоны. В современных изданиях, посвящённых истории тенниса, часто упоминаются имена Аугурио Перейры и майора Томаса Генри Джема, предположительно разработавших игру с подобными правилами раньше, чем Уингфилд — по словам самого Джема, на 15 лет раньше. Джем назвал свою игру пелотой по аналогии с народной баскской игрой, а Лимингтонский клуб дал ей новое название — «лаун-теннис», совпадающее с именем, присвоенным игре Уингфилда Мэрилебонским крикетным клубом.